# Brewer-Nash-Modell
Das Brewer-Nash-Modell (auch Chinese-Wall-Modell) beschreibt ein IT-Sicherheitsmodell zum Schutz von Daten. Es schützt die Vertraulichkeit von Informationen mittels eines Systems durchgesetzter Regeln. Damit setzt es das Konzept Mandatory Access Control der IT-Systemsicherheit um. Es soll eine „unzulässige Ausnutzung von Insiderwissen bei der Abwicklung von Bank- oder Börsentransaktionen“ oder die Weitergabe von unternehmensspezifischen Insiderinformationen an konkurrierende Unternehmungen durch einen Berater verhindern.:260
Seine Ursprünge hat das Modell in der Finanzbranche und bezeichnet bestimmte Regeln, die verhindern sollen, dass ein Interessenkonflikt herbeigeführt wird (siehe auch Chinese Wall (Finanzwelt)).
Das Brewer-Nash-Modell wurde 1989 von David F.C. Brewer und Michael J. Nash beschrieben 

## Formale Definition
Die Menge der Subjekte {\displaystyle S} modelliert die Akteure, also z. B. die tätigen Berater in einer Unternehmensberatung, während die Menge der Objekte {\displaystyle O} die Schutzobjekte darstellt, also zum Beispiel sensible Dokumente einer Bank oder eines Unternehmens.

### Zugriffshistorie
Beim Brewer-Nash-Modell betrachtet man eine Zugriffshistorie, welche durch eine Matrix {\displaystyle N_{t}:S\times O\rightarrow 2^{R}} gegeben ist. Dabei gilt, dass {\displaystyle N_{t}(s,o)=\{r_{1},\ldots ,r_{n}\}} genau dann, wenn es Zeitpunkte {\displaystyle t'<t} gibt, an denen das Subjekt {\displaystyle s} auf das Objekt {\displaystyle o} mit Berechtigungen {\displaystyle r_{1},\ldots ,r_{n}} zugegriffen hat. 

### Objektbaum
Die Objekte werden in einem Objektbaum der Tiefe 3 strukturiert: Die Schutzobjekte sind die Blätter des Baumes. Die Elternknoten der Schutzobjekte stellen die Unternehmen oder Bereiche dar, zu denen die Objekte gehören. Für ein Objekt {\displaystyle o} wird das Unternehmen, dem es zugeordnet ist, mit {\displaystyle y(o)} bezeichnet. Die Unternehmen wiederum haben als Elternknoten die Interessenskonfliktklassen, welche für ein gegebenes Objekt durch {\displaystyle x(o)} gekennzeichnet wird. Intuitiv heißt das, dass wenn zwei Unternehmen A und B in der gleichen Interessenskonfliktklasse sind, Subjekte nicht gleichzeitig in Kenntnis von sensiblen Informationen (Objekten) sowohl über A, als auch über B kommen dürfen.
Zusätzlich markiert man Objekte, die allen Subjekten öffentlich zugänglich sein sollen, mit {\displaystyle y_{0}} und definiert für diese Objekte entsprechend die Interessenskonfliktklasse {\displaystyle x_{0}=\{y_{0}\}}.

### Leseregel
Nun müssen die systembedingten Zugriffsbeschränkungen definiert werden. Die erste Regel, die Leseregel, besagt, dass ein Subjekt genau dann lesenden Zugriff auf ein Objekt {\displaystyle o} erhält, wenn für alle Objekte, auf die es bereits (mit einem beliebigen Recht) Zugriff hatte, gilt, dass sie öffentlich sind, sie dem gleichen Unternehmen wie {\displaystyle o} zugeordnet sind oder sie einer anderen Interessenskonfliktklasse als {\displaystyle o} angehören. Formal heißt das
{\displaystyle \forall o'\in O:{\big (}N_{t}(s,o')\neq \emptyset \rightarrow y(o')=y_{0}\vee y(o)=y(o')\vee x(o)\neq x(o'){\big )}}

### Schreibregel
Nur mit der Leseregel lässt sich kein ungewünschter Informationsfluss ausschließen. Es besteht nämlich die Möglichkeit, dass ein Subjekt {\displaystyle s_{1}} auf ein Objekt {\displaystyle o_{1}} lesend zugreift und dessen Inhalt daraufhin in ein Objekt {\displaystyle o_{3}} schreibt, welches in einer anderen Interessenskonfliktklasse als {\displaystyle o_{1}} liegt. Ein zweites Subjekt {\displaystyle s_{2}} könnte nun zuerst auf ein Objekt {\displaystyle o_{2}} zugreifen, welches in der gleichen Interessenskonfliktklasse wie {\displaystyle o_{1}} liegt, allerdings einem anderen Unternehmen angehört. Nun könnte sich {\displaystyle s_{2}} durch Lesen von {\displaystyle o_{3}} unzulässiges Insiderwissen über {\displaystyle y(o_{1})} aneignen, da die Inhalte von {\displaystyle o_{3}} und {\displaystyle o_{1}} übereinstimmen.
Um diesen Informationsfluss zu verhindern, definieren wir folgende Schreibregel, welche besagt, dass ein Subjekt genau dann schreibenden Zugriff auf ein Objekt {\displaystyle o} erhält, wenn für alle Objekte, auf welches das Subjekt bereits lesenden Zugriff ausgeübt hat, gilt, dass sie öffentlich oder dem gleichen Unternehmen wie {\displaystyle o} zugeordnet sind. Formal heißt das
{\displaystyle \forall o'\in O:{\big (}read\in N_{t}(s,o')\rightarrow y(o')=y_{0}\vee y(o)=y(o'){\big )}}
Es wird durch diese Regel also genau der oben beschriebene Fall unterbunden, dass ein Subjekt Insiderinformationen über eine andere Interessenskonfliktklasse an einen Konkurrenten weitergibt.